# Thionville
Thionville, tyska Diedenhofen, är en kommun i departementet Moselle i regionen Grand Est (tidigare regionen Lorraine) i nordöstra Frankrike. Kommunen är chef-lieu över 2 kantoner som tillhör arrondissementet Thionville-Est. År 2022 hade Thionville 42 778 invånare.

## Befolkningsutveckling
Antalet invånare i kommunen Thionville
| Referens: INSEE |